# 31. Arany Málna-gála
A 31. Arany Málna-gálán (Razzies) – egyfajta ellen-Oscar-díjként – az amerikai filmipar 2010. évi legrosszabb filmjeit, illetve azok alkotóit díjazták tíz kategóriában. A „győztesek” kihirdetésére – a hagyományoknak megfelelően – a 83. Oscar-gála előtti napon, 2011. február 26-án került sor a hollywoodi Barnsdall Gallery Színházában. Az értékelésben az USA 46 államában és 17 külföldi országban élő 637 filmrajongó, kritikus, újságíró és filmes szakember G.R.A.F.-tag  vett részt.
A jelöléseket 2011. január 24-én hozták nyilvánosságra. A szokásos kilenc kategórián felül az alkotásokat egy külön kategóriában is értékelték, melynek tárgyát a fórumozókkal választatták ki az Arany Málna Díj Alapítvány honlapján. A romantikus komédiáktól a horrorfilmeken át a „koppintásokig” terjedő öt téma közül a szavazatok közel felével a legrosszabb szemátverő 3D-s visszaélésre esett a választás. 9-9 jelöléssel a legesélyesebb díjszerzők közé tartozott az Alkonyat-sorozat harmadik része, valamint egy családi kalandfilm, Az utolsó léghajlító. Ezeket 7 jelöléssel a Szex és New York 2., valamint a Valentin nap követte.
A végeredmény csak kis mértékben tért el a várakozásoktól. Az utolsó léghajlító 5 díjat kapott, köztük a legrosszabb filmét, a Szex és New York 2. hármat, míg a Valentin nap kettőt. Noha majdnem minden kategóriában jelölve volt, az Alkonyat – Napfogyatkozás mindössze egy díjat „nyert”. A legrosszabb rendező M. Night Shyamalan (Az utolsó léghajlító) lett, a legrosszabb férfi főszereplő Ashton Kutcher (Bérgyilkosék és Valentin nap), a legrosszabb női főszereplő pedig a Szex és New York újabb részének női főszereplői: Sarah Jessica Parker, Kim Cattrall, Kristin Davis és Cynthia Nixon.
Az ünnepség után David Eigenberg színész, a Szex és New York 2. szereplőgárdájának egyik tagja érdeklődött a díj átvételét illetően; a díjalapító John Wilson szerint: „Azt mondta, hogy soha semmiféle díjat nem nyert még, és ha ez olyan, amit ő nyert, elfogadja.” Eigenberg ezután együttműködött Wilsonnal, hogy elkészülhessen az a humoros díjelfogadó videó, amelyet az Arany Málna díj YouTube-csatornáján tettek közzé.

## Díjazottak és jelöltek
| „Győztes” |

| Kategória                                                  | „Győztesek” és jelöltek |
| ---------------------------------------------------------- | --- |
| Legrosszabb film                                           | Az utolsó léghajlító, producer: M. Night Shyamalan, Sam Mercer, Frank Marshall és Scott Aversano (Paramount/Nickelodeon)             |
| Legrosszabb film                                           | Alkonyat – Napfogyatkozás, producer: Wyck Godfrey, Greg Mooradian és Karen Rosenfelt (Summit Entertainment)                          |
| Legrosszabb film                                           | Exférj újratöltve, producer: Neal H. Moritz (Columbia)                                                                               |
| Legrosszabb film                                           | Szex és New York 2., producer: Michael Patrick King, Sarah Jessica Parker, Darren Star és John Melfi (New Line/HBO/Village Roadshow) |
| Legrosszabb film                                           | Vámpíros film, producer: Peter Safran (Regency/20th Century Fox)                                                                     |
| Legrosszabb előzményfilm, remake, koppintás vagy folytatás | Szex és New York 2., producer: Michael Patrick King, Sarah Jessica Parker, Darren Star és John Melfi (New Line/HBO/Village Roadshow) |
| Legrosszabb előzményfilm, remake, koppintás vagy folytatás | Alkonyat – Napfogyatkozás, producer: Wyck Godfrey, Greg Mooradian és Karen Rosenfelt (Summit Entertainment)                          |
| Legrosszabb előzményfilm, remake, koppintás vagy folytatás | A titánok harca, producer: Basil Iwanyk, Kevin De La Noy és Richard D. Zanuck (Warner Bros.)                                         |
| Legrosszabb előzményfilm, remake, koppintás vagy folytatás | Az utolsó léghajlító, producer: M. Night Shyamalan, Sam Mercer, Frank Marshall és Scott Aversano (Paramount)                         |
| Legrosszabb előzményfilm, remake, koppintás vagy folytatás | Vámpíros film, producer: Peter Safran (Regency/20th Century Fox)                                                                     |
| Legrosszabb férfi főszereplő                               | Ashton Kutcher – Bérgyilkosék és Valentin nap                                                                                        |
| Legrosszabb férfi főszereplő                               | Jack Black – Gulliver utazásai |
| Legrosszabb férfi főszereplő                               | Gerard Butler – Exférj újratöltve |
| Legrosszabb férfi főszereplő                               | Taylor Lautner – Alkonyat – Napfogyatkozás és Valentin nap                                                                           |
| Legrosszabb férfi főszereplő                               | Robert Pattinson – Emlékezz rám és Alkonyat – Napfogyatkozás                                                                         |
| Legrosszabb női főszereplő                                 | Sarah Jessica Parker, Kim Cattrall, Kristin Davis és Cynthia Nixon – Szex és New York 2.                                             |
| Legrosszabb női főszereplő                                 | Jennifer Aniston – Exférj újratöltve és Sejtcserés támadás                                                                           |
| Legrosszabb női főszereplő                                 | Miley Cyrus – Az utolsó dal |
| Legrosszabb női főszereplő                                 | Megan Fox – Jonah Hex |
| Legrosszabb női főszereplő                                 | Kristen Stewart – Alkonyat – Napfogyatkozás                                                                                          |
| Legrosszabb férfi mellékszereplő                           | Jackson Rathbone – Alkonyat – Napfogyatkozás és Az utolsó léghajlító                                                                 |
| Legrosszabb férfi mellékszereplő                           | Billy Ray Cyrus – Kém a szomszédban                                                                                                  |
| Legrosszabb férfi mellékszereplő                           | George Lopez – Kém a szomszédban, Marmaduke – A kutyakomédia és Valentin nap                                                         |
| Legrosszabb férfi mellékszereplő                           | Dev Patel – Az utolsó léghajlító |
| Legrosszabb férfi mellékszereplő                           | Rob Schneider – Nagyfiúk |
| Legrosszabb női mellékszereplő                             | Jessica Alba – Machete, The Killer Inside Me, Utódomra ütök és Valentin nap                                                          |
| Legrosszabb női mellékszereplő                             | Cher – Díva |
| Legrosszabb női mellékszereplő                             | Liza Minnelli – Szex és New York 2.                                                                                                  |
| Legrosszabb női mellékszereplő                             | Nicola Peltz – Az utolsó léghajlító                                                                                                  |
| Legrosszabb női mellékszereplő                             | Barbra Streisand – Utódomra ütök |
| Legrosszabb filmes páros / legrosszabb szereplőgárda       | A teljes szereplőgárda – Szex és New York 2.                                                                                         |
| Legrosszabb filmes páros / legrosszabb szereplőgárda       | Jennifer Aniston és Gerard Butler– Exférj újratöltve                                                                                 |
| Legrosszabb filmes páros / legrosszabb szereplőgárda       | Josh Brolin arca és Megan Fox kiejtése – Jonah Hex                                                                                   |
| Legrosszabb filmes páros / legrosszabb szereplőgárda       | A teljes szereplőgárda – Az utolsó léghajlító                                                                                        |
| Legrosszabb filmes páros / legrosszabb szereplőgárda       | A teljes szereplőgárda – Alkonyat – Napfogyatkozás                                                                                   |
| Legrosszabb rendező                                        | M. Night Shyamalan – Az utolsó léghajlító                                                                                            |
| Legrosszabb rendező                                        | Jason Friedberg és Aaron Seltzer – Vámpíros film                                                                                     |
| Legrosszabb rendező                                        | Michael Patrick King – Szex és New York 2.                                                                                           |
| Legrosszabb rendező                                        | David Slade – Alkonyat – Napfogyatkozás                                                                                              |
| Legrosszabb rendező                                        | Sylvester Stallone – The Expendables – A feláldozhatók                                                                               |
| Legrosszabb forgatókönyv                                   | Az utolsó léghajlító, írta: M. Night Shyamalan; Michael Dante DiMartino és Bryan Konietzko televíziós sorozata alapján               |
| Legrosszabb forgatókönyv                                   | Utódomra ütök, írta: John Hamburg és Larry Stuckey                                                                                   |
| Legrosszabb forgatókönyv                                   | Szex és New York 2., forgatókönyv: Michael Patrick King; Darren Star tévésorozata alapján                                            |
| Legrosszabb forgatókönyv                                   | Alkonyat – Napfogyatkozás, forgatókönyv: Melissa Rosenberg; Stephenie Meyer regénye alapján                                          |
| Legrosszabb forgatókönyv                                   | Vámpíros film, írta: Jason Friedberg és Aaron Seltzer                                                                                |
| Legrosszabb szemátverő 3D-s visszaélés                     | Az utolsó léghajlító |
| Legrosszabb szemátverő 3D-s visszaélés                     | Kutyák és macskák – A rusnya macska bosszúja                                                                                         |
| Legrosszabb szemátverő 3D-s visszaélés                     | A titánok harca |
| Legrosszabb szemátverő 3D-s visszaélés                     | Diótörő 3D |
| Legrosszabb szemátverő 3D-s visszaélés                     | Fűrész 3D |

### A kategóriákban előforduló filmek
| Jelölés | Díj | Magyar cím                                   | Eredeti cím                              |
| ------- | --- | -------------------------------------------- | ---------------------------------------- |
| 9       | 5   | Az utolsó léghajlító                         | The Last Airbender                       |
| 9       | 1   | Alkonyat – Napfogyatkozás                    | The Twilight Saga: Eclipse               |
| 7       | 3   | Szex és New York 2.                          | Sex and the City 2                       |
| 4       | 2   | Valentin nap                                 | Valentine's Day                          |
| 4       | 0   | Exférj újratöltve                            | The Bounty Hunter                        |
| 4       | 0   | Vámpíros film                                | Vampires Suck                            |
| 3       | 1   | Utódomra ütök                                | Little Fockers                           |
| 2       | 0   | A titánok harca                              | Clash of the Titans                      |
| 2       | 0   | Jonah Hex                                    | Jonah Hex                                |
| 2       | 0   | Kém a szomszédban                            | The Spy Next Door                        |
| 1       | 1   | Bérgyilkosék                                 | Killers                                  |
| 1       | 1   | Machete                                      | Machete                                  |
| 1       | 1   | –––                                          | The Killer Inside Me                     |
| 1       | 0   | Az utolsó dal                                | The Last Song                            |
| 1       | 0   | Diótörő 3D                                   | The Nutcracker in 3D                     |
| 1       | 0   | Díva                                         | Burlesque                                |
| 1       | 0   | Emlékezz rám                                 | Remember Me                              |
| 1       | 0   | Fűrész 3D                                    | Saw 3D                                   |
| 1       | 0   | Gulliver utazásai                            | Gulliver's Travels                       |
| 1       | 0   | Kutyák és macskák – A rusnya macska bosszúja | Cats & Dogs: The Revenge of Kitty Galore |
| 1       | 0   | Marmaduke – A kutyakomédia                   | Marmaduke                                |
| 1       | 0   | Nagyfiúk                                     | Grown Ups                                |
| 1       | 0   | Sejtcserés támadás                           | The Switch                               |
| 1       | 0   | The Expendables – A feláldozhatók            | The Expendables                          |